# Letnisko (Świdnik)
Letnisko – część miasta Świdnika, w województwie lubelskim, w powiecie świdnickim. Leży na zachód od centrum miasta, w rejonie ulicy Piłsudskiego.